# Hööholmi
Hööholmi är en ö i Finland. Den ligger i Skärgårdshavet och i kommunen Tövsala i den ekonomiska regionen  Nystadsregionen i landskapet Egentliga Finland, i den sydvästra delen av landet. Ön ligger omkring 43 kilometer väster om Åbo och omkring 190 kilometer väster om Helsingfors.
Öns area är 3 hektar och dess största längd är 220 meter i sydöst-nordvästlig riktning. I omgivningarna runt Hööholmi växer i huvudsak barrskog.